# Kurii
Le mot Kurii (Kur au singulier) qui signifie « les bêtes » dans le langage de Gor sont des aliens qui menacent la planète Gor, une anti-Terre située en opposition avec le Soleil sur la même orbite que la Terre, un monde de fiction décrit par l’écrivain américain John Norman dans une saga en vingt-sept tomes publiée à partir de 1966.

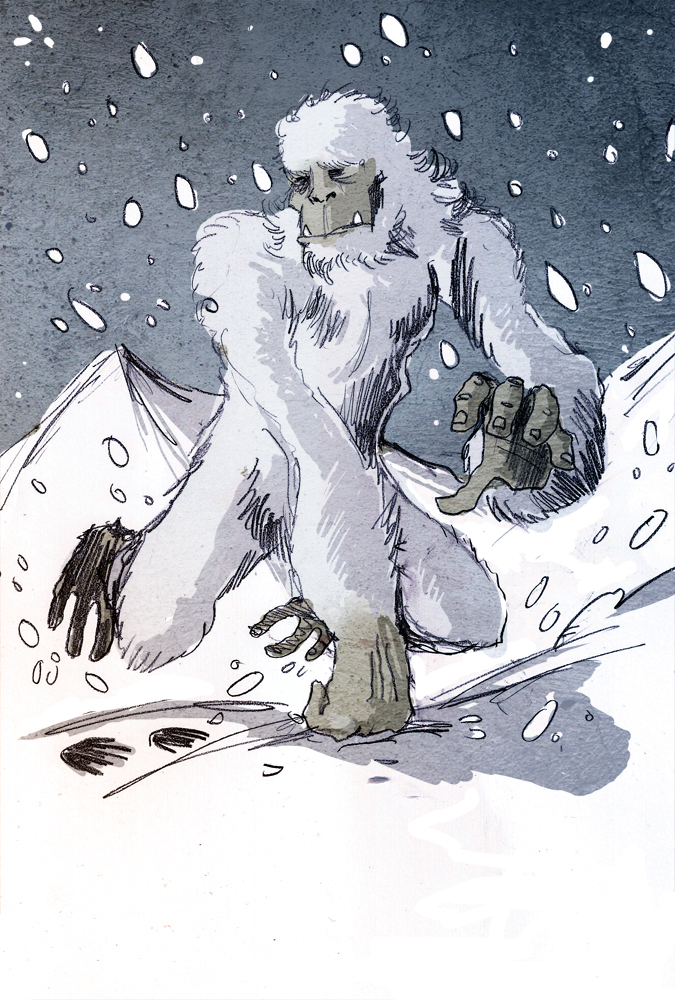
Illustration d'un Yéti dont la morphologie ressemble à celle du Kur telle qu'elle est décrite dans les chroniques de Gor.

## Origines
Les Kurii ont développé leur propre civilisation pendant cent mille ans environ, une durée beaucoup plus longue que celle de l'humanité de notre terre. La légende des Kurii rapporte que dans un passé remontant à plusieurs milliers d'années, au cours de guerres fratricides, les Kurii ont détruit irrémédiablement leur monde natal. Aucune explication ne nous est parvenue sur les raisons de ces guerres destructrices. Leur soleil était une étoile jaune de taille moyenne, tournant lentement, avec un système planétaire un peu petit pour abriter la vie, mais assez grand pour posséder une zone habitable. Quarante mille ans plus tôt, les Kurii avaient acquis une technologie extraordinairement avancée, dépassant largement le niveau qu'ils ont conservé jusqu’à aujourd’hui. Mais l’essentiel de cette technologie a été détruit dans des guerres fratricides. Leur civilisation a alors régressé et apparaît en déclin sur le plan technologique. De même, vingt mille ans auparavant, les Kurii détenaient la capacité de voyager très loin dans l’espace.

## Arrivée dans le système solaire
À cette époque, les Kurii étaient partis à la recherche d’une nouvelle « maison ». Rien n'est précisé sur le type de vaisseaux qu'ils possédaient, ni comment ils ont été capables d'atteindre le système solaire. Nous ignorons quelle distance ils ont parcourue ou combien de temps ils ont voyagé pour arriver à proximité de notre planète. Nous ne savons pas non plus combien ils avaient visité de systèmes planétaires avant de choisir finalement le nôtre, ni encore s'ils possèdent toujours les moyens de voyager à travers les étoiles. S'ils ne l’ont plus, cela pourrait expliquer pourquoi ils sont restés si longtemps dans notre région de l’espace, empêtrés dans une lutte où ils ont souvent eu le dessous.
Une fois arrivés dans le système solaire, les Kurii sont entrés en contact avec les Prêtres-Rois et il s’est ensuivi une guerre qui a duré presque vingt mille ans. Nous ignorons tout sur ce premier contact et nous ne savons pas quelle a été l’attitude des Prêtres- Rois face aux Kurii. Nous n’avons pas la preuve que les Kurii aient imposé cette rencontre ni qu’ils aient réellement été les premiers à employer la force, il est toutefois probable, d’après la connaissance que nous avons des deux races, qu’ils aient été les agresseurs initiaux.
Pendant des milliers d'années, les Kurii ont abandonné Gor, mais ils ont récemment commencé à s’y intéresser à nouveau. Bien qu’ils dépassent très largement les Prêtres-Rois par le niveau de leur technologie mille fois plus avancée, la puissance supérieure de ces derniers continue à les tenir à distance Par onze fois, les Kurii ont été chassés du système solaire mais ils ont toujours fini par y revenir.
Mais alors pourquoi les Kurii n'ont-ils pas renoncé et ne sont-ils pas partis ailleurs ? Ils ont été tenus en échec pendant plus de vingt mille ans, ce qui constitue une très longue période de temps... Peut être n’existe-t-il que très peu de systèmes planétaires qui soient compatibles avec leur biologie ? Leur vaisseau aurait-il perdu la capacité d’accomplir le voyage intergalactique de retour ? Ont-ils été à court de carburant pour entreprendre ce voyage ? Considèrent-ils avoir acquis un droit de propriété sur Gor ou bien sont-ils entêtés au point de lutter jusqu’au succès final quel qu’en soit le prix et le nombre de défaites auquel ils devront faire face ? Leur présence pose beaucoup de questions qui ne reçoivent aucune réponse.

## Leur Vaisseaux
Les Kurii vivent pour la plupart dans des vaisseaux spatiaux gigantesques, des mondes d'acier appelés Vaisseaux Maîtres, dont chacun constitue à lui seul presque l’équivalent d’une planète artificielle. Ces vaisseaux d'acier attendent près de Jupiter, que les goréens appellent Hesius.
En plus de leurs Vaisseaux Maître, les Kurii possèdent également des vaisseaux spatiaux plus petits qu'ils utilisent pour diverses missions, pour la plupart ce sont des véhicules noirs, semblables à ceux des Prêtres-Rois, mesurant environ trente pieds de diamètre et huit pieds de haut. Ces vaisseaux possèdent une écoutille au sommet du disque ainsi qu'une autre sur le côté, laquelle s'ouvre pour laisser le passage à une sorte de rampe. Ils sont semblables "aux soucoupes volantes" qu’on a vu dans de nombreux films de série "B". Les vaisseaux des Kurii possèdent un radar et un système de camouflage les rendant furtifs et presque indétectables.
Les vaisseaux, habituellement les plus petits, visitent la Terre pour capturer des femmes et assurer le ravitaillement. Ce sont souvent les humains au service des Kurii qui pilotent ces engins. Les esclaves capturés sont traités comme du bétail, ils peuvent finir en viande de boucherie pour l’alimentation des Kurii, mais auparavant on les utilise comme domestiques. Les esclaves masculins sont affectés aux travaux de force ce qui n’est pas le cas des esclaves féminins car les Kurii disent que de telles tâches durcissent la viande et réduit leur valeur commerciale. Les filles capturées se voient placer un bracelet d'identification à la cheville avant être parfois vendues sur les marchés goréens. Il est probable qu’il existe des Kurii habitant sur la Terre, des bannis peut-être, ou des naufragés qui se cachent dans des régions isolées du monde. Leur présence pourrait être à l’origine des légendes du Yéti et du Sasquatch (ou Bigfoot).

## Leur présence sur Gor
Quelques vaisseaux Kurii se sont écrasés sur Gor au cours des siècles écoulés. Les Prêtres-Rois détruisent les vaisseaux sans s’intéresser aux Kurii qui s'en sont échappés et ont survécu. Tant qu’ils obéissent aux lois sur la technologie et les armes, on autorise les Kurii à rester sur Gor. Généralement, ces groupes de Kurii rescapés retournent  rapidement à l’état de barbarie et d'anarchie. Ils vivent habituellement dans les régions isolées de Gor comme les territoires gelés du nord.
Les Kurii du nord vivent dans des abris de peaux de bêtes et de fourrures, tendues sur une armature branches d’arbres cintrés. Ils n'aiment pas dormir à la belle étoile et, dans une zone découverte, ils creuseront un terrier dans le sol. On rencontre peu de Kurii dans le Barrens et le Tahari à cause du manque d’abri, la chaleur qui y règne l'été est trop forte et l’hiver y est trop court.

## Leur Morphologie
Les Kurii sont des créatures extrêmement intelligentes, mais leur apparence physique est déconcertante et de prime abord effrayante.
Ils ont une taille de sept à neuf pieds et pèsent entre sept et neuf cents livres. Leurs bras sont plus longs et plus grands que leurs jambes. Leur biceps a généralement une largeur d’environ huit pouces à comparer avec les cinq pouces de leurs poignets. Leurs mains sont des pattes griffues avec six doigts très serrés, ressemblant à des tentacules. Ces griffes sont habituellement rentrées ce qui leur permet une manipulation plus aisée des outils et des instruments. La plupart des Kurii sont droitiers car l'hémisphère gauche de leur cerveau est dominant. Leurs jambes ont une largeur de huit à dix pouces et bien qu’elles soient courtes, elles leur permettent de se déplacer très rapidement avec l’aide de leurs bras, à quatre pattes comme les singes. Sur des distances courtes ils peuvent même dépasser un tarsk. Ce sont aussi d’excellents grimpeurs. Les griffes de leurs pieds, longues de plus de quatre pouces, sont rétractables mais au quotidien elles restent sorties. Leur couleur de fourrure la plus répandue est le brun foncé mais elle peut aussi être brunâtre-rouge, zibeline ou blanche.
Leur tête est aussi large que la poitrine d'un homme athlétique avec une bouche assez grande pour recouvrir la tête d'un homme. Elle contient deux rangées de canines avec une particularité des deux canines supérieures qui sont longues et recourbées comme celles des tigres à dents de sabre de la préhistoire. Leur langue est foncée et ils ont de grands yeux avec une cornée jaunâtre. Ils possèdent une excellente vision dans l'obscurité et leurs yeux s'adaptent, aux variations de luminosité, plus rapidement que ceux des humains. Ils ont grandes oreilles, dressées et pointues qu’ils peuvent cependant rabattre sur le sommet de leur crâne. Leur museau est large et tanné, percé de deux narines semblables à deux fentes. Ils ont de grandes capacités pour suivre une piste, grâce à la finesse de  leur odorat et de leur audition, équivalente à celle d'un Larl mais moins bonne que celle d'un sleen. 
Leur sang est rouge mais le plasma contient une quantité très élevée de sel qui agit comme un solvant des protéines. Cela signifie qu'ils peuvent manger des quantités énormes de viande, qui tueraient un homme s’il essayait d’en absorber une quantité équivalente. Ils possèdent également un deuxième estomac, qui sert d’espace de stockage mais où la nourriture n'est pas digérée. Les aliments peuvent à volonté être transférés vers le véritable estomac, ou estomac chimique. Habituellement, ils ne se gavent pas de nourriture ou d’eau en excès à moins que s’annonce une période de pénurie. La nourriture supplémentaire est un poids qui surcharge leur organisme et détériore leurs performances. Les Kurii possèdent également un contrôle sur leur métabolisme qui leur permet à volonté, soit de ralentir, soit d’accélérer la digestion. Ils préfèrent la viande crue car ils pensent que la viande cuite affaiblit les mâchoires. Comme c’est le cas pour les requins, l’odeur du sang constitue pour eux un excitant.
Ils s’expriment par des grondements, des hurlements et des grognements. Même si ses sons peuvent ressembler aux bruits émis par les animaux, si on les écoute attentivement on discerne vraiment les rythmes d'une langue. Aucun goréen connu n’est capable de parler la langue des Kurii et ceux-ci trouvent eux-mêmes difficile de s’exprimer en goréen. Quand ils parlent cette langue il la massacrent horriblement. Ils n’ont aucune réticence à parler cette langue, ils ont seulement beaucoup de mal à l’articuler. Ils préfèrent utiliser des traducteurs pour communiquer avec les goréens. Cela produit un discours une plat et mécanique qui est souvent maladroit et approximatif. Les traducteurs sont tristement célèbres pour une traduction parfois trop littérale en raison des limitations du procédé.

## Leur Mode de Vie
Un jour Kur est divisé en douze heures. Les Kurii sont des créatures principalement nocturnes quoiqu'ils n'aient aucune difficulté à agir pendant la journée. Les Kurii ne se promènent pas dans les rues des villes goréennes, ils sont parfois cachés dans des bâtiments de certaines villes mais ils ne circulent pas librement autour de leur refuge.
Les Kurii prennent énormément soin d’eux-mêmes et entretiennent leur fourrure à l’aide de peignes et de brosses. Certains sont même excessivement vaniteux de leur apparence. Généralement ils ne nagent pas et n’aiment beaucoup l'eau. Certains Kurii peuvent monter des tarns et se déplacer dans les airs. Nous ignorons leurs croyances religieuses, mais nous savons cependant qu’ils ne croient pas en l’immortalité.
Quand leurs oreilles sont couchées, c'est généralement un signe qui laisse prévoir une attaque. Ils peuvent  aussi laisser transparaître l’agressivité en montrant leurs canines. La plupart des goréens les considèrent comme des animaux ou des monstres nuisibles qui devraient être détruits. Tuer un Kur n'est cependant pas une tâche facile.
Les Kurii ne se lient pas d’amitié avec les humains. Ils les utilisent et les éliminent ensuite ou encore les mangent. En effet, les Kurii sont carnivores et considèrent l'homme comme une réserve alimentaire. Pour eux, les humains sont du « bétail » ou de la « viande animale ». Ils ne daigneraient pas entretenir une relation amicale avec une race qu’ils considèrent comme de la nourriture. Le seul cas d’amitié connu est celui d’un Kur, « Half-Ear », avec Tarl Cabot mais il s’agissait davantage d’une union de guerriers, respectant les capacités de l'un et de l'autre, que d’une amitié. Ils sont conscients qu'ils seront toujours des ennemis, mais savent aussi que la bataille les unis comme des frères. Ils sont civilisés et respectueux l'un de l'autre dans le Barrens, mais chacun d’eux sait qu'ils sont en guerre et qu’ils se combattraient si nécessaire.

## Leur Système Hiérarchique
Il y existe deux types principaux de Kurii, ceux des Mondes D'acier et ceux vivant sur Gor qui en sont natifs à la suite de plusieurs générations vécues sur Gor.
Les Kurii des Mondes D'acier comprennent plusieurs "Peuples" qui parlent des langues différentes et qui présentent des caractéristiques physiques différentes, reconnaissables à la coloration et à la texture de leur fourrure, à leur dentition, à l’aspect des oreilles entre autres. Ces différents Peuples forment des factions rivales qui s’opposent continuellement pour le contrôle du pouvoir. Les Mondes D'acier sont gouvernés par un Haut Conseil, composé de soixante-douze membres élus des représentants des mille tribus. Tous ces Kurii sont liés par la Fidélité au Vaisseau et à la Loi du Vaisseau. Dans les lois des Mondes D'acier, le Haut Conseil est le juge et le jury. La présence d'un défenseur n'est pas nécessaire à la tenue d’un procès. Une preuve contre la cour est irrecevable et il est malvenu de parler en faveur d'un criminel, il n’y a donc pas d’avocat. Un accusé a peu de chance d'être jugé innocent par un tel tribunal. Le vote majoritaire des Hautes autorités du Conseil dépend beaucoup de la faction Kurii qui est au pouvoir et des factions alliées.
La mise à mort n'est pas interdite sur les vaisseaux sauf pendant que se déroule une bataille ou lorsqu’elle elle pourrait avoir des conséquences néfastes sur le fonctionnement du vaisseau. La mise à mort a pour but d’éliminer les plus faibles. Les Kurii ont deux traditions : celle du duel et celle de la canine et de la griffe. Leurs mises à mort sont des batailles semblables au combat qui se déroule dans l'arène pour les spectacles de mise à mort et la cérémonie de l'accouplement. Un Kur représente un adversaire formidable pour un homme seul, aucun goréen n’est capable de la vaincre sans s’associer à plusieurs pour le tuer.
Les Kurii sont divisés en quatre sexes : Dominant, Non-dominant, Transporteur d'œuf et Nourrice de Sang. L'ordre par degré d’importance dans la structure de leur société est celui-ci :  Dominant, Transporteur d'œuf, Non-dominant et Nourrice de Sang.
- Le Dominant correspond grossièrement au mâle de l’espèce humaine. Son instinct le pousse aux combats des mises à mort et à l’accouplement. La plupart des Kurii sont nés Dominants mais nombreux sont ceux qui ne réchappent pas aux mises à mort.

- Les Non-dominants sont des Dominants qui ne participent pas aux mises à mort ni à l'accouplement. Ils sont méprisés et détestés par les Dominants. Ils peuvent parfois se transformer en Dominant lorsqu’il n'y a aucun autre Dominant autour d’eux.

- Le Transporteurs d'œuf, qu’on appelle aussi reproducteur, est inséminé par un Dominant. Ils correspond grossièrement à la femelle goréenne. Il peut être inséminé fréquemment, une fois par mois, ce qui confère à l’espèce un taux de reproduction élevé. Un Transporteur d'œuf est plus petit qu'un Dominant et il ne participe pas aux mises à mort. Peu de temps après une insémination, au bout d’une lune, le Transporteur d'œuf dépose l'œuf fertilisé dans un Nourrice de Sang.

- La Nourrice de Sang, qu’on appelle aussi Transporteur, est essentiellement un incubateur à bébé. C’est un être lent, immobile qui s'attache à une surface dure. Un œuf se développera à l'intérieur de son corps et l’embryon, reçoit le sang du Transporteur. Quelques mois plus tard, le bébé s’extirpera du Transporteur en tuant probablement celui-ci.

Le nouveau-né Kur suivra le premier Transporteur d'œuf Non-dominant qu'il verra. Il ignorera une Nourrice de Sang. S'il voit un Dominant, sa réponse dépendra de son sexe propre. Si le nouveau-né est aussi un Dominant, il sortira ses minuscules canines et ses petites griffes et le Dominant ignorera le nouveau-né. Si le nouveau-né est un Transporteur d'œuf ou un Non-dominant, il évitera le Dominant qui pourrait le tuer. Les nouveau-nés sont capables de chasser de petits animaux peu de temps après avoir quitté la Nourrice de Sang.
Les Mondes D'acier abritent même quelques factions de Kurii en hibernation. Dans les livres il apparaît peu de choses sur ces Kurii hibernant. Nous ne savons pas combien ils sont, combien de temps ils restent en hibernation, ni pourquoi ils hibernent. Peut être les Mondes D'acier disposent-ils d’un espace et de ressources limités et que de ce fait doivent-ils placer une partie de leur population en hibernation. Cette hibernation a pu jouer un rôle important quand ils voyageaient dans l'espace pour éviter certains effets relativistes comme la dilatation du temps.

## Organisation militaire
L'armée des Kurii est bien organisée avec des unités spécifiques.
- Six Kurii forment une "Main" et son leader est appelé un "Œil".

- Deux "Main" et deux "Œil" constituent un "Kur", ou "Beast", commandée par un "Sang".

- Douze Kur égalent une"Bande" également menée par un "Œil" ou supérieur.

- Douze Bandes forment une "Marche" qui est là aussi menée par un "Œil". Une Marche représente 2 173 Kurii.

- Douze "Marche" constituent un " Peuple " toujours dirigée par un Sang. Un Peuple est équivalent à 25 977 Kurii. Le terme "Sang" a été adopté pour désigner un leader en référence à une vieille croyance selon laquelle la fonction relevait davantage du sang que du cerveau.

Les Kurii sont aussi divisés en catégories distinctes : « ceux sous les anneaux », « ceux dans les anneaux » et « ceux au-dessus des anneaux ». Ceux sous les anneaux sont les non-guerriers, comme le Non-dominant et les simples guerriers. Ceux dans les anneaux sont les leaders et ceux au-dessus des anneaux sont les Chefs des People.
- Le Sang d'une Bande porte deux anneaux simples, constitués d’un alliage rougeâtre, soudés à son poignet gauche.

- Le Sang d'une Marche porte seulement un anneau.

- Le Sang d'un Peuple ne porte aucun anneau vu qu’il est au-dessus des anneaux.

Certains Kurii peuvent porter des anneaux décoratifs, y compris des boucles d'oreille, mais ceux-ci ne signifient rien. Il existe aussi des Kurii dits "Princes" qui conquièrent ce titre par leur habileté dans la bataille. Les livres ne détaillent pas les privilèges obtenus par ces derniers. L'échec n'est pas toléré par les Kurii, particulièrement pour ceux des anneaux.

## Leur Objectif et leur Stratégie
Les Kurii sont les ennemis de Gor et de la Terre. Ils veulent détruire les Prêtres-Rois et revendiquent les planètes pour leur propre usage. C'est une bataille qui dure depuis 20 000 ans et dont la fin n'est nullement en vue. Quelques goréens sont au courant cette guerre mais beaucoup d'entre eux l’ignorent. 
Les Kurii savent qu'ils ne peuvent pas agir ouvertement sur Gor donc, même s’ils se sentent supérieurs à l'homme, ils ont besoin d'agents humains. Ces agents ont alors pour mission de prendre le contrôle des villes afin d’accomplir ainsi les objectifs des Kurii qui restent « en coulisses ». Il est possible, bien qu'il n'y en ait encore aucune preuve, que les Kurii soient derrière l'invasion d'Ar par les Cosian. La subtilité est la nouvelle stratégie qu’ils ont choisie et s'ils sont réellement derrière les Cosian, on peut estimer que cette méthode est plus efficace.
La Guerre de Nid a vraiment affaibli les Prêtres-Rois mais de nombreuses années ont passé depuis lors et les Prêtres-Rois ont retrouvé leur puissance. Aucun des adversaires ne peut obtenir facilement une victoire complète. C'est une guerre de longue haleine.